# Halocynthia roretzi
Espèce
Halocynthia roretzi (appelé en anglais sea pineapple, qui peut être traduit par « ananas de mer », ce qui en français désigne une espèce différente, l'holothurie Thelenota ananas) est une espèce d'ascidies comestible (un tunicier), consommé principalement en Corée, où il est appelé meongge (멍게), et dans une moindre mesure au Japon, où il est connu sous le nom de hoya (ホヤ) ou encore maboya (マボヤ).
Les Halocynthia roretzi sont connus à la fois pour leur apparence particulière décrite par le journaliste Nick Tosches comme « quelque chose qui pourrait exister uniquement dans un écosystème hallucinatoire » et leur goût, décrit comme « quelque chose ressemblant à de l'iode » ou encore comme du « caoutchouc trempé dans l'ammoniaque ». Cependant, les amateurs trouvent que le goût se marie bien avec le saké. Le goût particulier est dû à un alcool insaturé appelé cynthiaol, qui est présent en quantités infimes.
En Corée, l'espèce est servie crue en hoe (dish) (en) avec du gochujang vinaigré, ou encore en saumure à la jeotgal (en), ou utilisé pour apporter son goût au kimchi.
Au Japon, elle est consommée crue en sashimi, simplement en coupant l'animal verticalement en tranches fines, puis en enlevant les organes internes, le tout servi avec une sauce soja vinaigrée. Il est aussi parfois traité en salaison, fumé, grillé, frit ou desséché.
Ces animaux vivent dans des eaux peu profondes, attachés sur des rochers ou des structures artificielles (Encrassement biologique). Halocynthia roretzi est adapté aux eaux froides : il peut survivre à des températures comprises entre 2 et 24 °C avec une température optimale de 12 °C.
L'aquaculture de l'espèce a commencé en 1982 : cette année-là, 39 tonnes furent produites en Corée. En 1994, la production a atteint un pic de 42 800 tonnes. La FAO estime que la production mondiale de cette espèce en 2006 était de 21 500 tonnes, pour un marché de 18 millions de dollars américains. 16 000 tonnes sont cultivées au Japon, dont 12 163 tonnes dans la préfecture de Miyagi seule. Une espèce similaire (Pyura chilensis) est aussi consommée au Chili.